# Rösselvik
Rösselvik är en bebyggelse på sydöstra Tjörn i Stenkyrka socken i Tjörns kommun. Från 2015 avgränsar SCB här en småort som 2023 omklassades till en tätort. 